# Ticket modérateur
En France et en Belgique, le ticket modérateur est une partie des dépenses de santé qui restent à la charge du patient après le remboursement de l’assurance maladie, avant déduction des participations forfaitaires, franchises médicales ou forfait hospitalier à la charge de l’assuré. On parle également de quote-part personnelle ou d’intervention personnelle.

## France

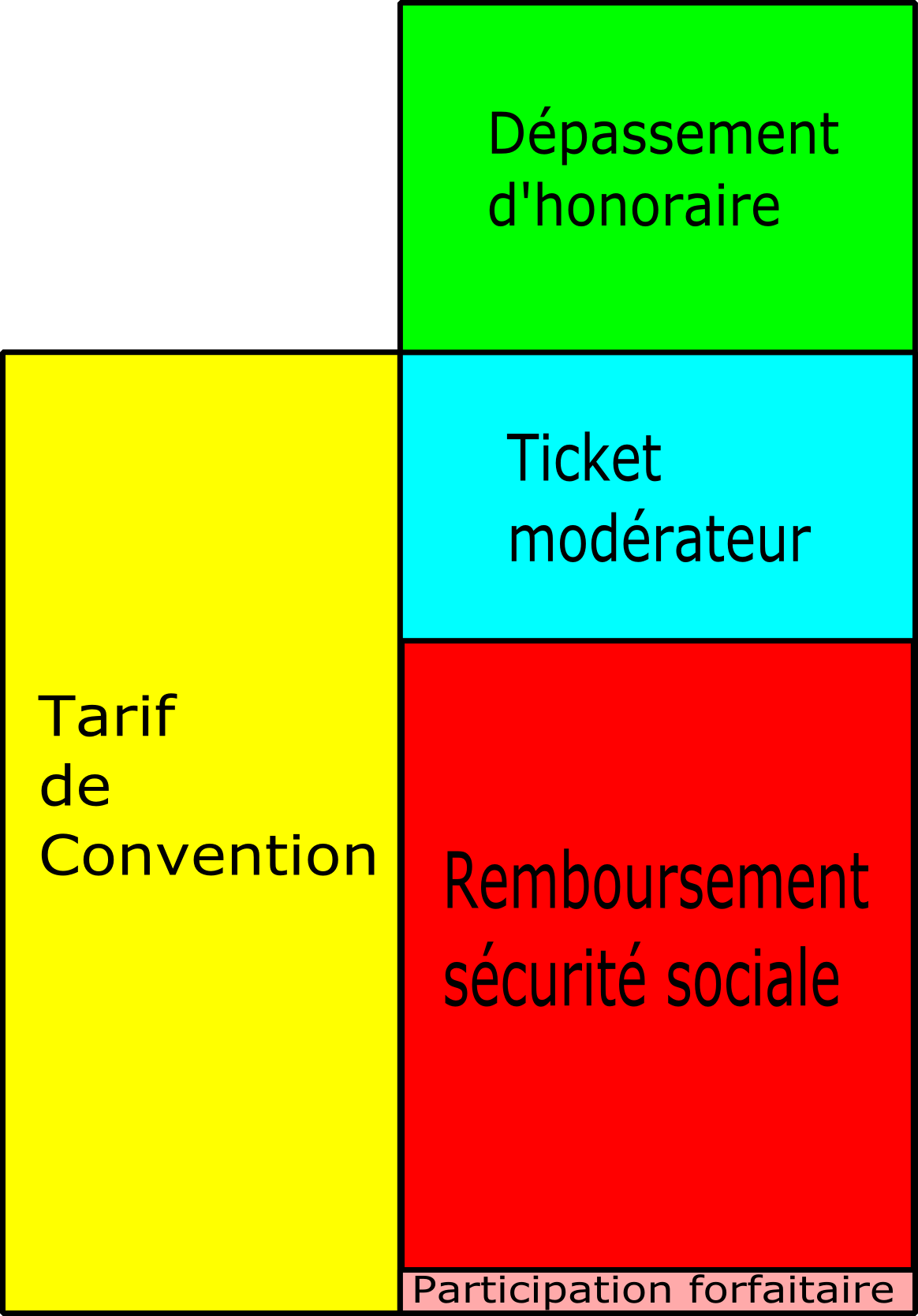
Répartition des frais de santé en France

Le ticket modérateur est initialement crée par la Fédération nationale de la mutualité française avant la création du régime général de sécurité sociale, les cotisants achetaient à l'époque un carnet de ticket et devaient donner au médecin un ticket lors de la consultation, le médecin transmettait alors à la mutuelle ce ticket pour obtenir le paiement de ses honoraires. L'idée était qu'en faisant ainsi contribuer financièrement les cotisants ils modèreraient leur « consommation » de soins. Au moment de la création du régime général, cette modalité est conservée et devait alors rester à 20% du coût total des soins.
Le ticket modérateur représente un mode de financement important pour certains soins de santé.
Le ticket modérateur est un pourcentage du tarif de convention d’une prestation médicale, qui reste à la charge de l’assuré. Trois critères font varier ce pourcentage : la nature du risque de l’acte (invalidité, maternité, accident, etc.), le type d’acte ou de traitement et enfin le respect ou non du parcours de soins coordonnés.
Si pour les prestations courantes (consultations médicales conventionnées, achat de médicaments...), le tarif de convention est égal aux dépenses engagées par l’assuré, il n’en est pas de même pour des prestations coûteuses (prothèses dentaires, frais d'optique, etc.). Dans ces cas, le tarif de convention est en général bien inférieur aux frais engagés (par exemple, en 2016, le tarif de convention sur une monture de lunettes est de 2,84 € et dont la Sécurité sociale rembourse 60 %. Ce point est important quand il s’agit de comparer les prestations offertes par les complémentaires santé, qui ont vocation de prendre en charge tout ou partie des dépenses restant à charge. Bon nombre de ces prestations est calculé sur la valeur du ticket modérateur et non sur les frais réellement restant à charge de l’assuré, après remboursement de la Sécurité sociale.
Le ticket modérateur est rarement la partie des frais de santé restant à la charge de l’assuré après remboursement de la Sécurité sociale, malgré les perceptions. Il faut y rajouter les dépassements par rapport au tarif de convention (comme dépassement d’honoraires de consultation), plus, pour certaines prestations, une participation directe (participation forfaitaire, franchise médicale, etc.). L’exemple donné ci-dessous illustre bien cette différence entre ticket modérateur et frais restant à charge.
Une critique a pu être adressée au ticket modérateur : ce dernier peut affecter un patient économiquement faible et l’inciter à renoncer aux soins dont il aurait besoin en raison du coût trop élevé que cela engendrerait. C’est pourquoi le système français prévoit une exonération de participation pour les personnes atteintes par l’une des trente maladies chroniques, graves ou invalidantes figurant sur une liste.
D’autres prestations, comme les frais liés à l’hospitalisation, les honoraires médicaux ou encore les frais d’analyse des laboratoires, induisent une participation directe du patient.

### Exemple
Une consultation chez un médecin généraliste de secteur 2 au sein de la convention, dont le tarif de consultation est à 30 € alors qu’il est conventionnellement de 25 € chez un médecin en secteur 1, donnera lieu à un remboursement de 17,50 € (70 % du tarif de convention de 25 €) - 1 € (participation forfaitaire) = 16,50 € par la sécurité sociale (remboursement de base sur le tarif conventionnel de secteur 1) ; le ticket modérateur est de 7,50 € à la charge de l'assuré social, et il y a 5 € de dépassement d'honoraires. 
De ce fait, les 30 € que perçoit le médecin généraliste de secteur 2 sont composés de trois parties :
16,50 € (remboursés par la sécurité sociale) + 8,50 € (7,50 € de ticket modérateur et 1 € de participation forfaitaire) + 5 € (de dépassement d’honoraires).
Le ticket modérateur et le dépassement d’honoraires peuvent éventuellement être pris en charge par une assurance complémentaire santé. La franchise médicale n’est pas remboursable par les complémentaires santé dans le cadre de la participation au « contrat responsable ».

## Belgique
L'Institut national d'assurance maladie-invalidité (INAMI) est entre autres chargé de définir les règles de remboursement des prestations de santé et des médicaments. Il en fixe également les tarifs.